# 瀬戸岡村
瀬戸岡村（せどおかむら）は東京府の西部、西多摩郡に属していた村。

## 地理
現在のあきる野市の北東部、旧秋川市の北部に位置する。
- 河川：平井川

## 歴史

### 沿革
- 1889年（明治22年）4月1日 - 町村制施行により、瀬戸岡村は単独で村制施行し神奈川県西多摩郡瀬戸岡村が成立する。
- 1893年（明治26年）4月1日 - 西多摩郡が南多摩郡、北多摩郡とともに東京府へ編入する。
- 1921年（大正10年）4月1日 - 瀬戸岡村は草花村、菅生村、原小宮村とともに合併し多西村が発足。瀬戸岡村は消滅。

変遷表
| 1868年 以前 | 1868年 以前 | 明治22年 4月1日 | 大正10年 4月1日 | 昭和30年 4月1日 | 昭和47年 5月5日   | 平成7年 9月1日 | 現在       |
| ----------- | ----------- | --------------- | --------------- | --------------- | ----------------- | -------------- | ---------- |
|             | 瀬戸岡村    | 瀬戸岡村        | 多西村          | 秋多町          | 秋川市に 市制改称 | あきる野市     | あきる野市 |